# Znanost u 1924.
◄◄ | ◄ | 1921. | 1922. | 1923. | 1924.  | 1925. | 1926. | 1927. | ► | ►►
Arhitektura • Astronomija • Biologija • Film • Fotografija • Glazba • Kazalište • Kemija • Kiparstvo • Knjige • Književnost • Kršćanstvo • Meteorologija • Medicina • Planinarstvo • Politika • Pravo • Promet • Slikarstvo • Strip • Šport • Televizija • Znanost • Zrakoplovstvo • Željeznički promet
Znanost u 1924.

## Svijet

### Rođenja
- 3. siječnja − Harold Barclay, kanadski antropolog († 2017.)

## Hrvatska i u Hrvata

### Rođenja
- 21. travnja − Vladimir Jurko Glaser, hrvatski teorijski fizičar († 1984.)

## Vanjske poveznice
|  | Zajednički poslužitelj ima još gradiva o temi Znanost u 1924. |